# Forêts montagneuses du centre de la Colombie-Britannique
Localisation
Les forêts montagneuses du centre de la Colombie-Britannique (Central British Columbia Mountain forests)  sont une écorégion terrestre nord-américaine du type Forêts de conifères tempérées du World Wildlife Fund.

## Répartition
Cette écorégion s'étend dans le centre-nord de la province de la Colombie-Britannique au Canada.  

## Climat
La température moyenne annuelle est de 2 °C.  La température estivale moyenne est de 12 °C et la température hivernale moyenne varie entre −10 °C et −7 °C.  Le taux de précipitations annuel oscille entre 500 mm et 700 mm. 

## Caractéristiques biologiques
La composition des forêts de cette écorégion varie selon les régions et l'altitude.  Elles comprennent le plus souvent le cèdre de l'Ouest, la pruche de l'Ouest, le pin tordu, le peuplier faux-tremble, l'épinette blanche, l'épinette noire, l'épinette d'Engelmann et le sapin subalpin.  Les éricacées, les carex, le phyllodoce à feuilles de camarine et le Dryas hookeriana sont les principales espèces de la toundra subalpine.  

## Conservation
Cette écorégion est intacte dans une proportion de 75 %.